# Finn Høffding
Niels Finn Høffding (* 10. März 1899 in Kopenhagen; † 29. März 1997 ebenda) war ein dänischer Komponist.

## Leben
Høffding war Schüler von Knud Jeppesen und Thomas Laub sowie von Joseph Marx in Wien und Paul Hindemith. Er unterrichtete mehr als vierzig Jahre am Königlichen Konservatorium Musiktheorie und Komposition. Unter dem Eindruck der deutschen Jugendmusikbewegung gründete er 1931 mit Jørgen Bentzon die Københavns Folkemusikskole. Später setzte er sich für eine formale akademische Ausbildung angehender Musiklehrer ein. Zu seinen Schülern zählten Vagn Holmboe und Per Nørgård.

## Werk
Høffding ging in erster Linie von Carl Nielsen aber auch Igor Strawinsky und Paul Hindemith aus. Um 1940 trat bei großbesetzten Werken an Stelle der Orientierung an klassischen Formen die Einsätzigkeit mit metamorphotischer Entwicklung. Høffding lässt sich als Bindeglied zwischen Nielsen und Holmboe auffassen.
Neben zahlreichen kammermusikalischen und Chorwerken komponierte Høffding vier Sinfonien, vier sinfonische Dichtungen, darunter sein Hauptwerk The Arsenal of Springfield für Solisten, Chor, Orgel und Orchester nach Henry Wadsworth Longfellow, drei Opern sowie zwei Märchenspiele.

## Bühnenwerke
- Kejserens nye Klæder (Des Kaisers neue Kleider; eigenes Libretto nach Hans Christian Andersen), Oper, 1926 UA 1928 in Kopenhagen
- Kilderejsen (Libretto von Vilhelm Andersen nach Ludvig Holberg), Oper, 1931, UA 1942 in Kopenhagen
- Pasteur (Libretto mit Otto Gelsted), Choroper, 1935 UA 1938 in Kopenhagen
- Slædefarten (Die Schlittenfahrt; Libretto von Viggo Bredsdorff), Märchen-Singspiel, 1946, UA 1946 in Holbæk
- Da solen blev forkølet (Als die Sonne sich erkältete; Libretto von Arne Ungermann), Märchenspiel, 1969